# 高泳グ
高 泳耉（コ・ヨング、朝鮮語: 고영구/高泳耉、1939年10月18日 - ）は、大韓民国の裁判官、弁護士、政治家、軍法務官。第11代韓国国会議員、第26代大韓民国国家情報院院長を歴任した。
本貫は済州高氏。仏教徒。

## 経歴
日本統治時代の江原道旌善郡出身。逓信高等学校（現・郵政人材開発院）、建国大学校法学科卒。第12回高等考試司法科合格し、陸軍法務官、ソウル・大田・清州等地で判事・支院長・部長判事、建国大学校講師を歴任した。その他は民主憲法争取国民運動本部共同代表、民主党副総裁、市民総合法律事務所代表弁護士、民主社会のための弁護士会会長、韓国人権団体協議会常任代表、第26代国家情報院長（2003年4月25日～2005年7月10日）を務めた。